# Villy-en-Auxois
Villy-en-Auxois is een gemeente in het Franse departement Côte-d'Or (regio Bourgogne-Franche-Comté) en telt 209 inwoners (1999). De plaats maakt deel uit van het arrondissement Montbard.

## Geografie
De oppervlakte van Villy-en-Auxois bedraagt 16,3 km², de bevolkingsdichtheid is 12,8 inwoners per km².
De onderstaande kaart toont de ligging van Villy-en-Auxois met de belangrijkste infrastructuur en aangrenzende gemeenten.

## Demografie
Onderstaande figuur toont het verloop van het inwonertal (bron: INSEE-tellingen).